# Kestenbusch
Koordinaten: 51° 54′ 29″ N, 7° 18′ 33″ O
Das Naturschutzgebiet Kestenbusch liegt auf dem Gebiet der Gemeinde Nottuln im Kreis Coesfeld in Nordrhein-Westfalen.
Das Gebiet erstreckt sich südwestlich des Kernortes Nottuln und nordwestlich der Nottulner Bauerschaft Hövel. Am östlichen Rand des Gebietes verläuft die Kreisstraße K 13, südlich die K 12 und westlich die K 57.

## Bedeutung
Das etwa 77,0 ha große Gebiet wurde im Jahr 2003 unter der Schlüsselnummer COE-047 unter Naturschutz gestellt. Schutzziele sind 	
- die Erhaltung und Entwicklung naturnaher Buchenwaldkomlexe durch eine naturnahe Waldwirtschaft und
- die Erhaltung von naturnahen Fließgewässerkomplexen.[3]